# Mudra

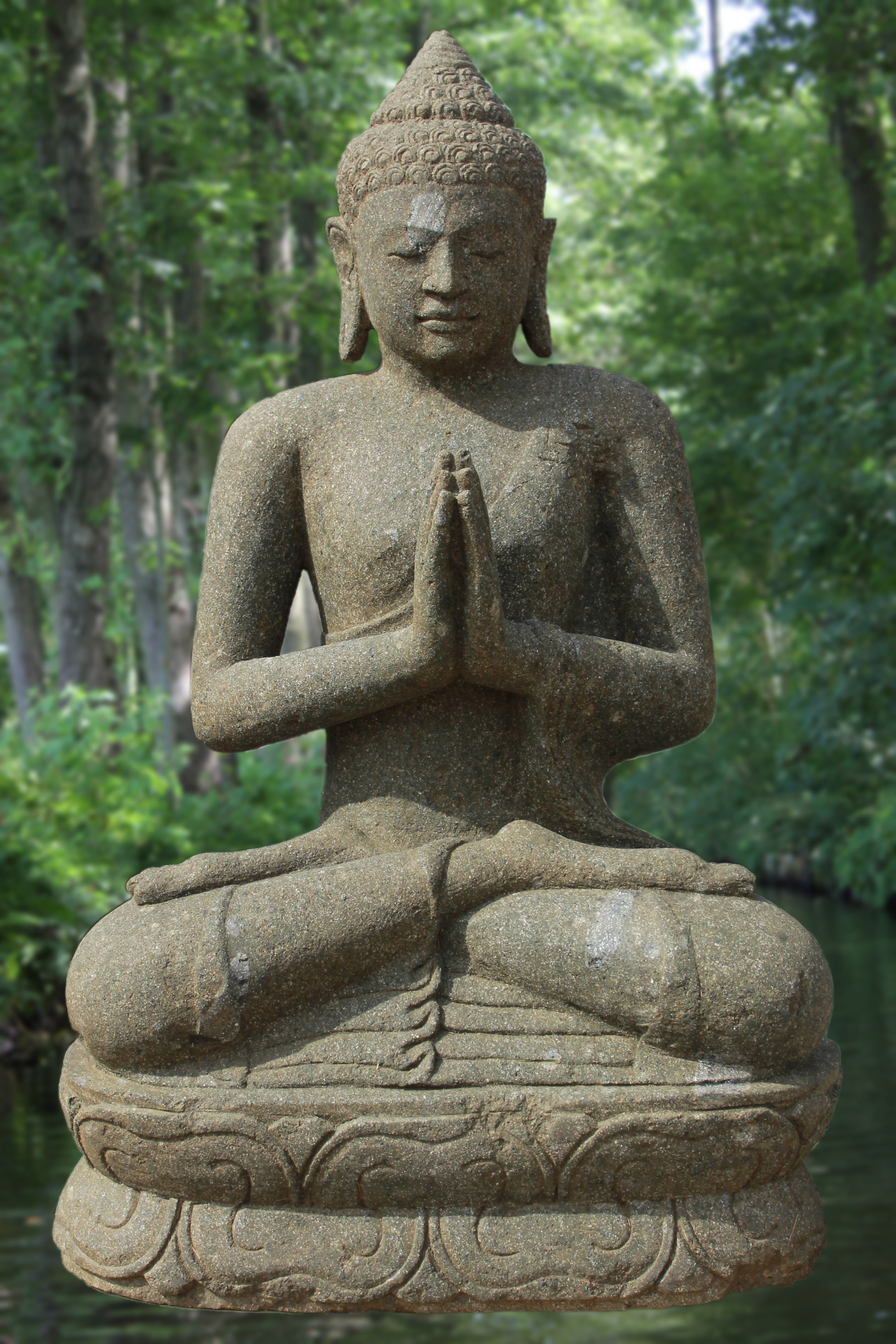
Buda en Añjali Mudrā procedent de Java (Indonèsia).

Mudrā és un terme procedent del sànscrit (मुद्रा, IAST: mudrā; en tibetà: ཕྱག་རྒྱ་, THL: chakgya) que es pot traduir com a segell. En xinès s'anomena yin (en xinès tradicional i simplificat: 印; en pinyin: yìn) o bé yinxiang (en xinès: 印相; en pinyin: yìnxiàng). En japonès es fan servir els mateixos caràcters que en xinès, si bé la pronunciació varia, essent in, inzō o bé insō, respectivament. En context coreà es coneix com insang.
Aquests gestos simbòlics els trobem en context budista, hinduista i jain. Els mudres no són invencions budistes, sinó que venen del substrat cultural indi, i per aquesta raó el seu ús no és exclusiu de les arts plàstiques religioses. Altres disciplines que els fan servir són les arts marcials, el ioga i les danses tradicionals índies (Natyam, Kathakali, Odissi, Bharatanatyam i Mohiniyattam).
Generalment, trobem un ampli repertori de mudres, ja que n'hi ha més de cent. A les cerimònies i la dansa els mudres emprats són nombrosos i complicats, normalment amb una forta càrrega esotèrica, mentre que a les arts plàstiques hi apareixen en menor quantitat, sent Japó el punt final del desenvolupament de la tradició budista amb un art il·lustratiu de mutacions iconogràfiques. A les cerimònies, especialment a les budistes, acostumen a anar acompanyats de mantras, amb l'objectiu de ser segells visuals i auditius que protegeixen dels esperits malignes.
D'altra banda, també cal mencionar el hasta (literalment "mà, avantbraç" en sànscrit), que és considerat el gest menor, per tant menys important i que no veurem en figures principals com la de Buda, però que també és molt utilitzat en la dansa i en l'art budista, hinduista i jain.

## Etimologia
L'origen del terme és incert. Hommel proposà que mudrā fos una derivació de la paraula assíria musarū, que denomina un segell fet servir en l'escriptura. Segons l'orientalista, el vocable hauria experimentat una evolució des del persa antic, llengua que canvia la z a una d, provocant així que musarū es convertís en muzrā i finalment en mudrā. Aquesta suggerència, però, es manté encara com a hipòtesi. Mudrā apareix per primer cop en la literatura post-vèdica, indicant la idea de "segell" o de la "marca" deixada per un. Arran aquest concepte se li han donat diversos significats a part d'aquests dos, com "anell sigil·lar" o "signe". Un tercer és "tros de moneda" (colpejada amb un segell), i és un significat que encara perviu en dialectes indis.
Una considerable quantitat d'estudiosos han participat en la cerca d'una etimologia i d'un significat. Segons Coomaraswamy, el mudrā és "un llenguatge de signes establert i convencional", però és dels pocs experts que no esmenta els gestos i/o les mans. Per exemple, Woodward li diu "signes dels dits", Tokunou Oda considera que és la creació de diverses formes (katachi) amb els dits i Rao que és una posició de les mans adoptada durant la meditació. També són habituals les descripcions que impliquen màgia i mística, com la que dona Hôryû Toki al Si-do-in-dzou: "gest místic". Getty també li'n diu "posició mística de les mans", i Eitel defineix els mudres com "un sistema de gesticulació màgica que consisteix en col·locar els dits per a imitar caràcters sànscrits d'efecte màgic."
En el pensament esotèric hi ha predominança de "segell" com a significat de mudrā, i és aquest concepte el que viatjà cap a la resta d'Àsia. Així, a la Xina mudrā es va traduir amb l'ideograma yin ("segell"), que es remunta a la dinastia Shang, i al Japó es traduí amb l'ideograma in. Ambdues nacions consideren el segell com a element quasi indispensable d'autenticitat i testimoni d'aquesta en documents i, per tant, el mudrā (el yin, l'in, és a dir, el segell) fa el mateix a un nivell religiós i màgic. De fet, als sūtres del budisme esotèric japonès (Dainichikyô o mikkyo), in es refereix als gestos simbòlics de les mans (vists com a segells que garanteixen l'eficàcia del ritual), als objectes i atributs de Buda i els Bodhisattva (perquè són "marques" d'identitat divina) i a les fórmules místiques (dhāraṇī), que "segellen" la màgia de la cerimònia perquè "mudrā" implica les idees de nom (nama) i de forma (rupa), que segons les teories índies són eminentment productores de força i eficiència.
Als ritus esotèrics, mudrā agafa el significat de "manera de subjectar els dits", i és que en l'esoterisme hi ha diversos gestos formats pels dits que són equivalents a un gest místic que, com argumenta el pensament japonès, referma l'autenticitat i l'eficàcia. A més, a banda d'aquestes definicions, és rellevant la que proporcionen el pāḷi i el tantrisme. El pāḷi utilitza el terme muddikā, que prové de muddā ("autoritat"), i els parlants d'aquest idioma atorguen al mudrā una relació equilibrada entre l'ordre i l'autoritat reial, entre l'amulet i la divinitat i, finalment, entre el gest ritual i el poder màgic. Pel que fa al tantrisme, aquesta tècnica va incloure la interpretació de mudrā com a śakti, la contrapart femenina d'un déu. La relació que semblen tenir les tres categories (segell, forma de col·locar/subjectar els dits i śakti) la dona Przyluski. El lingüista considera que el concepte de "matriu" uneix, primerament, les definicions de segell i śakti: compara la matriu amb un motlle on imprimir objectes, i estén aquesta idea a l'úter, que és la matriu on es forma l'embrió, on "s'imprimeix" el nadó, i al segell físic, que imprimeix en un tros d'argila la seva forma. Quant a la forma de subjectar els dits, Przyluski l'afegeix en tant que la posició de les mans constitueix un segell místic, que protegeix de la maldat i imprimeix en la col·locació dels dits una sèrie d'idees màgiques.

## Origen
Totes les religions s'han esforçat a buscar la millor manera de transmetre als fidels les seves creences i tradicions. Per exemple, a través de paràboles, de narracions èpiques o mitjançant imatges carregades de simbolisme. Aquest últim és el cas dels mudres budistes. L'origen dels mudres no és gaire clar, ja que no només hi ha a Àsia, com molts creuen, sinó a tot el món, però sabem que es refereixen a gestos que utilitzaven els sacerdots, des dels temps dels Vedas (100 a.C.), mentre recitaven mantras. En qualsevol cas, amb tota seguretat els nostres avantpassats ja utilitzaven en els seus rituals determinats gestos amb els que volien subratllar i segellar o rubricar el que pensaven i deien. Durant el període de cristianització dels pobles del nord, molts d'aquests gestos es van prohibir com, per exemple, el d'invocar als déus amb els braços alçats. Més tard, alguns d'aquests gestos van ser recuperats i integrats en la doctrina cristiana.
A l'Índia, els mudres són un component fix de totes les activitats religioses. En les representacions dels déus hinduistes, els diferents mudres i hastini tenen una gran importància, i, a més dels atributs i les actituds del cos, també representen les característiques que identifiquen els diferents déus.

## Iconografia
Aquests gestos simbòlics es poden dividir, malgrat la multiplicitat i la confusió de les tradicions, en dos grups generals. Un és el "ritual", que entén els mudres com a signes simbòlics de l'aspecte metafísic de les cerimònies esotèriques, com a gestos rituals que formen part de les cerimònies religioses. En aquest primer grup es troba la major quantitat de mudres en el budisme japonès, que compta 29 a la pràctica del Shingon. El segon és "l'iconogràfic", és a dir, els mudres emprats particularment en la iconografia per evocar un episodi específic de la llegenda budista o per identificar divinitats. Són els mudres que apareixen a l'art, sobretot a les representacions gràfiques del cosmos (maṇḍala), i només quinze són realment importants, ja que la resta són de divinitats menors.
Dins la iconografia, les diferents actituds i gestos de Buda fan referència a moments significatius de la seva vida i dels seus ensenyaments. Són com una mena d'accent sobre allò al que els seus seguidors han d'estar atents. A més, tant amb Buda com amb la resta de déus, els gestos ajuden a què el fidel llegeixi els poders i atributs de la divinitat i l'èxtasi particular que personifica. Quant a les representacions de Buda, cal dir que apareix de quatre maneres: reclinat, dempeus, caminant i assegut. D'aquesta última, les dues posicions més tradicionals són la vīrāsana (la cama dreta doblegada sobre l'esquerra) i la vajrāsana (les cames creuades, amb les soles dels peus visibles, reposant sobre les cuixes contràries).

## Mudres
En tenir un estatus il·luminat, les deïtats estan més enllà de les meres posicions humanes, i per això en l'art budista i hinduista els gestos de les mans signifiquen un nivell espiritual superior, sent entesos com una gestualitat major o sagrada. A més, aquests mudres són el desenvolupament del Buda meditatiu en la seva cerca per la il·luminació i la responsabilitat que implica.

### Mudres principals

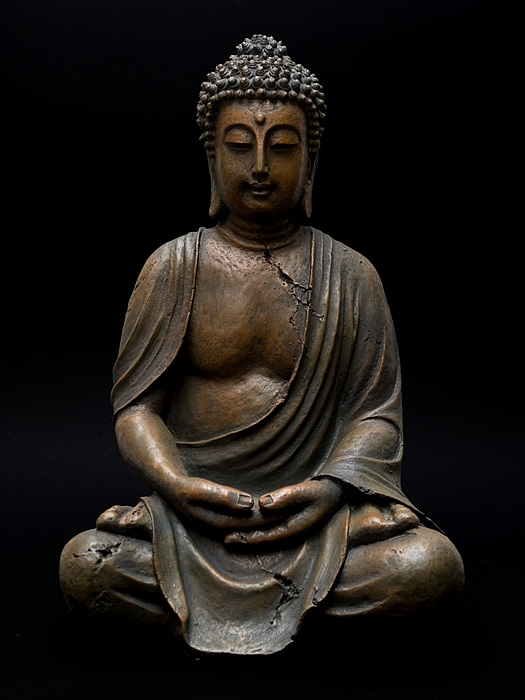
Escultura de Buda en Dhyana Mudrā

#### Dhyana mudrā
El Dhyana mudrā representa la concentració en la meditació iògica on les mans, que descansen sobre la falda, es disposen en repòs una sobre l'altra amb els palmells cap a dalt. Sovint els polzes es toquen entre si, formant el triangle místic (Triratna), fent circular l'energia com un sistema tancat. Aquest és el gest de la meditació que simbolitza la saviesa. És el gest que utilitza Buda sota l'arbre Bodhi per meditar quan arriba al despertar. Podem trobar ambdues mans en Dhyana mudrā o bé només una, ja que l'altra està en un altre mudrā. Una combinació molt habitual en la figura de Buda és un Abhaya mudrā (absència de temor) amb la mà dreta mentre que l'esquerra resta en Dhyana mudrā (meditació).

#### Bhumisparsha mudrā

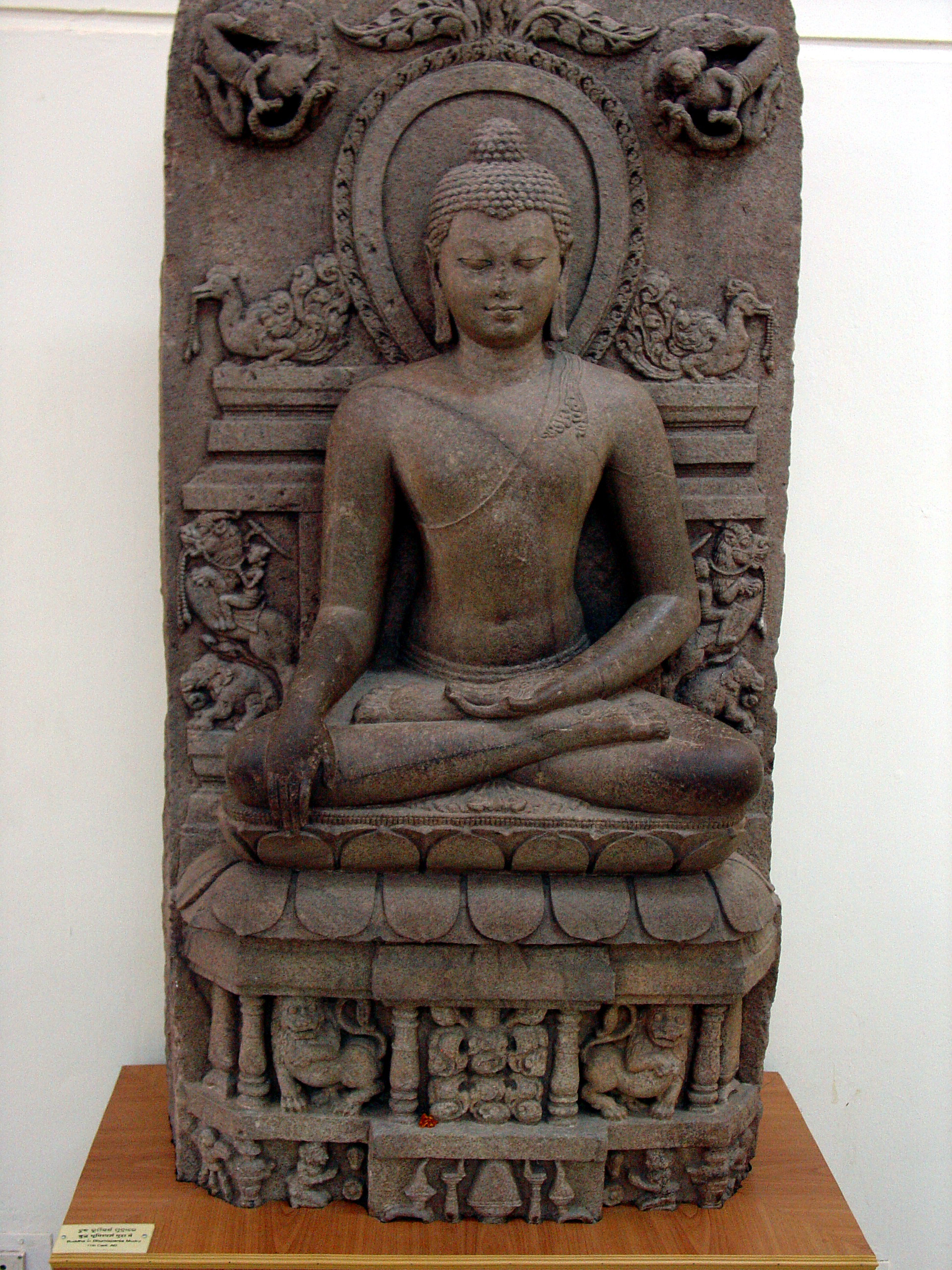
Buda en Bhumisparsha Mudrā

Un cop la meditació ha arribat a la il·luminació, passem al Bhumisparsha mudrā, el qual mostra la mà dreta amb el palmell cap a dins per damunt de la cama dirigint-se cap al terra, pel que sempre serà representat assegut, rememorant el moment en què Buda resol el problema d'acabar amb el patiment sota l'arbre Bodhi. La mà està a punt de tocar una flor o el terra (depenent de la figura amb què ens trobem) amb la punta dels dits. Aquest gest representa el moment en què Siddhartha posa a Bhūmi, la devi brahmànica de la terra, com a testimoni del seu despertar. Aquest mudrā també es coneix sota el nom de Māravijaya, ja que en aquest episodi hi intervé el dimoni Mara, que intentarà temptar Buda per tal que no arribi a la Il·luminació. La representació iconogràfica confirma l'assoliment de Buda i la possibilitat de fer-ho per a aquells que busquen l'alliberament del samsara, ja que simbolitza la unió dels mitjans hàbils (upāya, prajñā) i la transformació de la ràbia en saviesa.

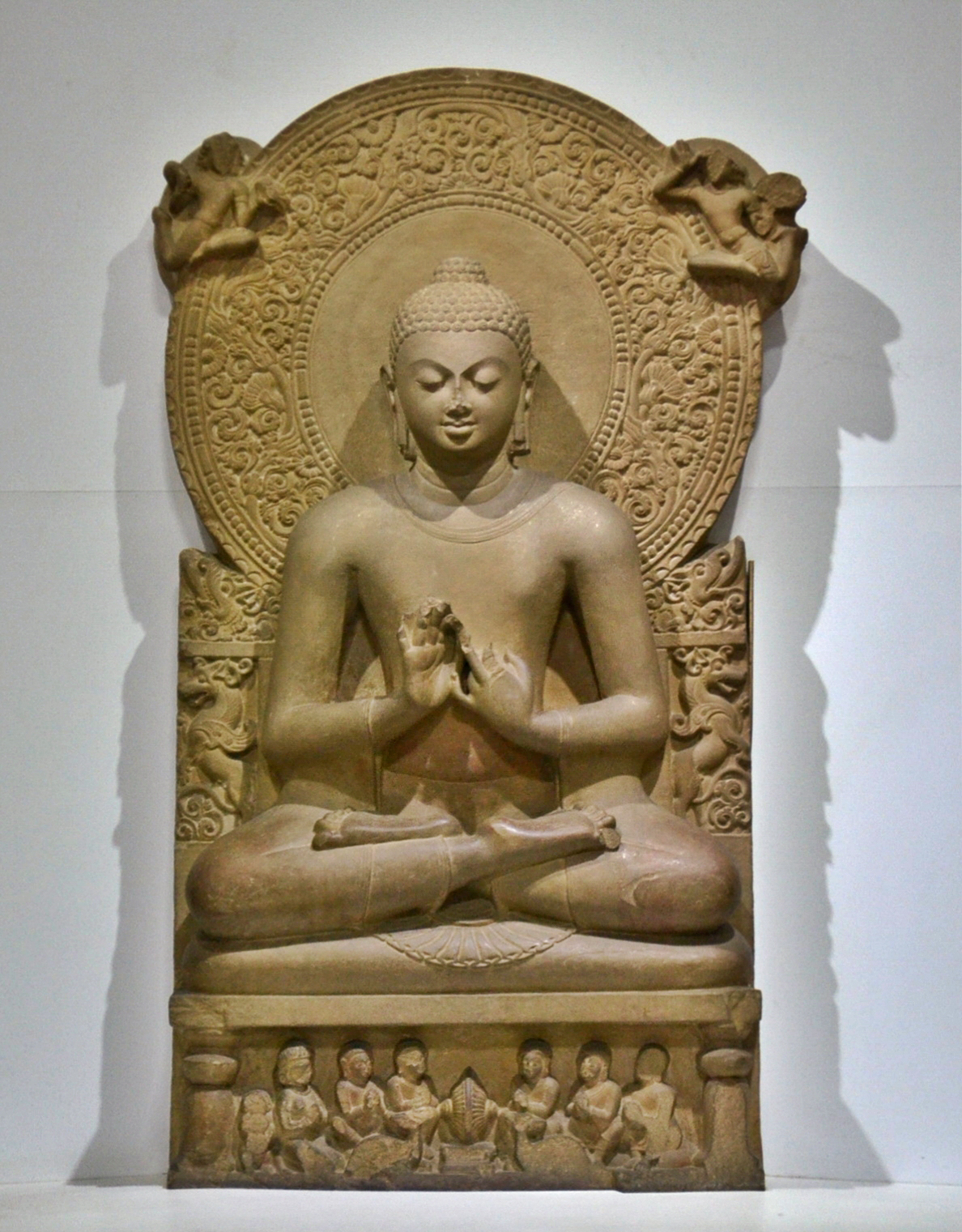
Buda en Dharmachakra Mudrā, escola de Sarnath, c.47 dC (Museu de Sarnath, Índia).

#### Dharmachakra mudrā
Aquest és un mudrā de predicació. És quan Buda arriba a la il·luminació que pot ensenyar el Dharma (llei eterna). Això es veu en aquest mudrā, que mostra a Buda girant la roda del Dharma i ens fa referència al seu primer sermó a la muntanya de les gaseles a Sarnath. És a dir, al·ludeix a l'inici de la seva vida pública de prèdica, a quan comença a donar a conèixer la llei budista. El Dharmachakra mudrā presenta les dues mans aixecades a l'alçada del pit, amb el polze i l'índex creant dos cercles tangents. Així, emulen la línia infinita que no té ni principi ni final, i sembla com si una roda girés, donant la il·lusió de continuïtat. La mà esquerra cobreix la dreta, i cada dit té una lectura: de la mà dreta, el dit cor representa els oients, l'anular els realitzadors i el petit el Mahāyāna; de la mà esquerra, aquests tres mateixos dits fan la forma del Triratna.

#### Vitarka mudrā

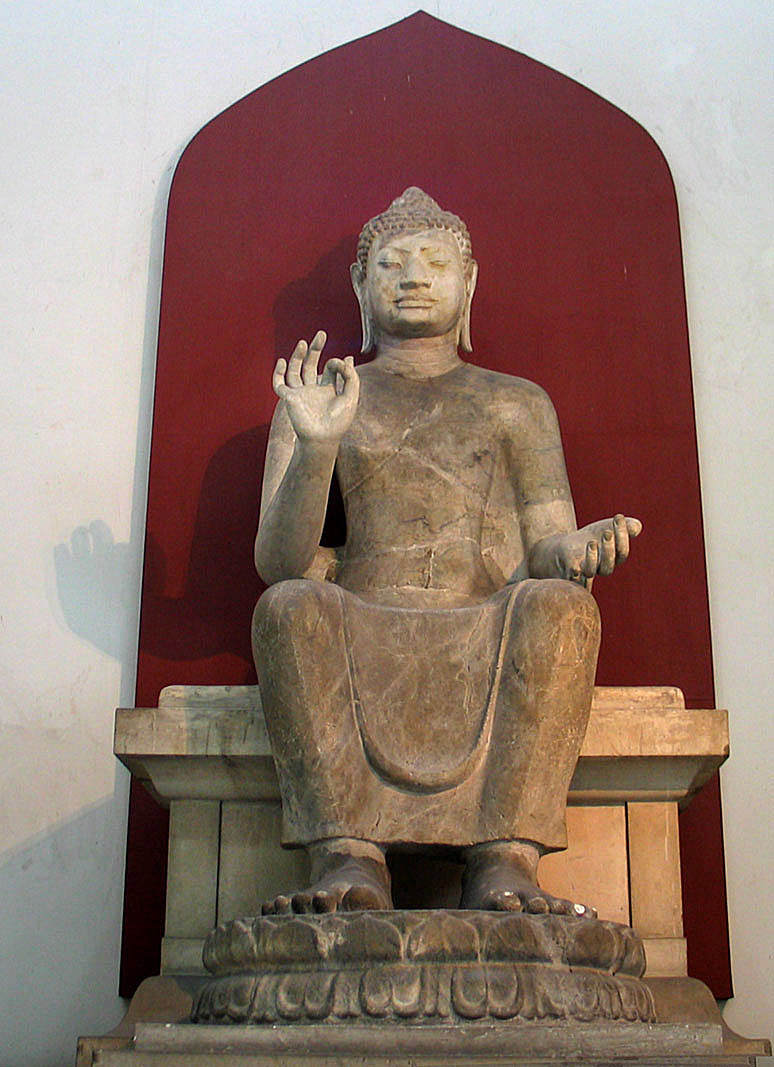
Buda en Vitarka mudra. Estil Dvaravati (Phra Pathom Chedi, Tailàndia).

Després d'ensenyar les lleis, Buda convida els devots a aprendre les quatre nobles veritats. Per a mostrar aquesta predicació, es fa servir el Vitarka mudrā, que presenta la mà dreta amb el palmell cap al públic i els dits alçats, dibuixant un cercle amb els dits polze i índex. Aquesta posició indica pau: un palmell obert que no té mala intenció. La mà esquerra descansa sobre les cames, garantint que el Dharma es pot atorgar a tothom que el busca. A nivell iconogràfic, aquest mudrā ens indica el nivell d'iniciació de qui escolta el sermó, i depenent de la posició dels dits que formin el cercle serà un episodi o un altre de la predicació. És el mudrā entès com a gest de l'argumentació i ensenyament del Dharma, o com un gest que representa un fluir d'energia constant.

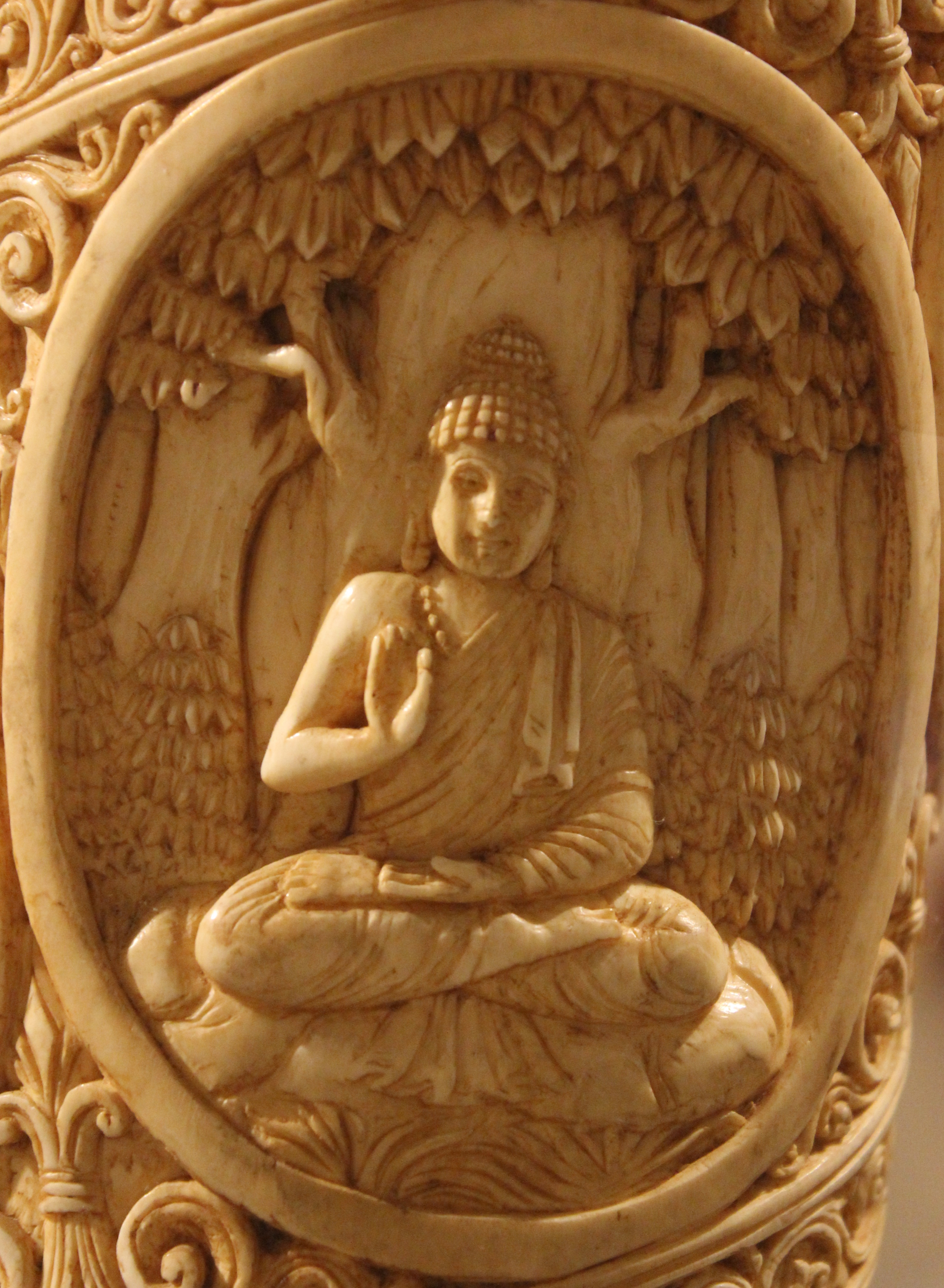
Relleu de Buda en Abhaya Mudrā.

#### Abhaya mudrā
Aquest mudrā plasma l'episodi en què un elefant atacà a Buda i ell el mirà amb aquesta posició, amb la mà dreta normalment aixecada a l'alçada del pit o les espatlles, el palmell obert dirigit cap a l'espectador, els dits aixecats i junts i el braç dret doblegat. La mà esquerra queda en repòs. Representa l'absència de temor, tranquil·litat, serenitat i pau, així com la protecció i la dissipació de la por. Aquest és el gest més comú de tots a la iconografia de Siddharta Gautama, el Buda històric, on diu al fidel que no l'ha de témer a través d'aquest mudrā.

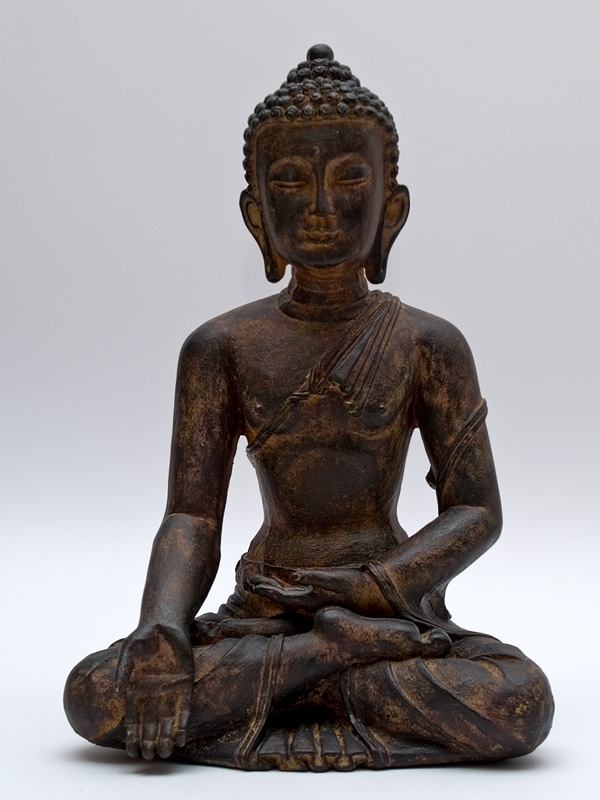
Representació de Buda en Varada Mudrā.

#### Varada mudrā
Aquí, la mà dreta de Buda apareix amb el palmell cap enfora, lleugerament doblegada, i els seus dits poden estar totalment rectes o també una mica doblegats. Aquest mateix braç es trobarà vinclat, mentre que l'esquerra o bé reposa sobre les cames o mostra un altre mudrā, normalment l'Abhaya. Els cinc dits estirats representen les cinc perfeccions: generositat, moralitat, paciència, esforç i concentració. És el gest de la compassió i la caritat, de la sinceritat, l'oferiment de la concessió compassiva de favors i la culminació dels vots.

### Altres mudres

#### Añjali mudrā
Mostra les dues mans juntes a l'alçada del cor. Aquest gest apareix també en altres personatges, com els que estan a l'entrada dels recintes budistes. És un gest d'homenatge, salutació i veneració.

#### Karana mudrā
El dit índex i el dit petit apunten cap a dalt mentre que els altres estan doblegats sobre el palmell de la mà. Aquest és un gest que allunya el mal i els dimonis.

#### Chin mudrā
Es mostra el palmell, amb els dits cap amunt i el polze i l'índex units a les puntes. El polze indica la supressió de l'egoisme, i els tres dits alçats la superació del desig autoreferencial, la ira i la cobdícia. És el gest d'ensenyament, i representa la pròpia impartició del coneixement de la divinitat al contemplador qui, després d'haver-lo rebut, s’espera que el transmeti als altres.

#### Tarjani mudrā
Mostra el puny tancat amb el dit índex alçat, que és representatiu de l'ego, l'obstacle principal per a l'avanç espiritual. Per tant, el Tarjani mudrā és indicador de la necessitat de ser extremadament conscients quan ens iniciem en el camí espiritual. Trobem aquest mudrā especialment en figures de divinitats protectores o guardianes, perquè és el gest de vigilància. Així mateix, també representa el principi d'agressivitat i dany, ambdós trets de personalitat que cal superar en les etapes preparatòries de la vida espiritual.

## Dansa clàssica índia

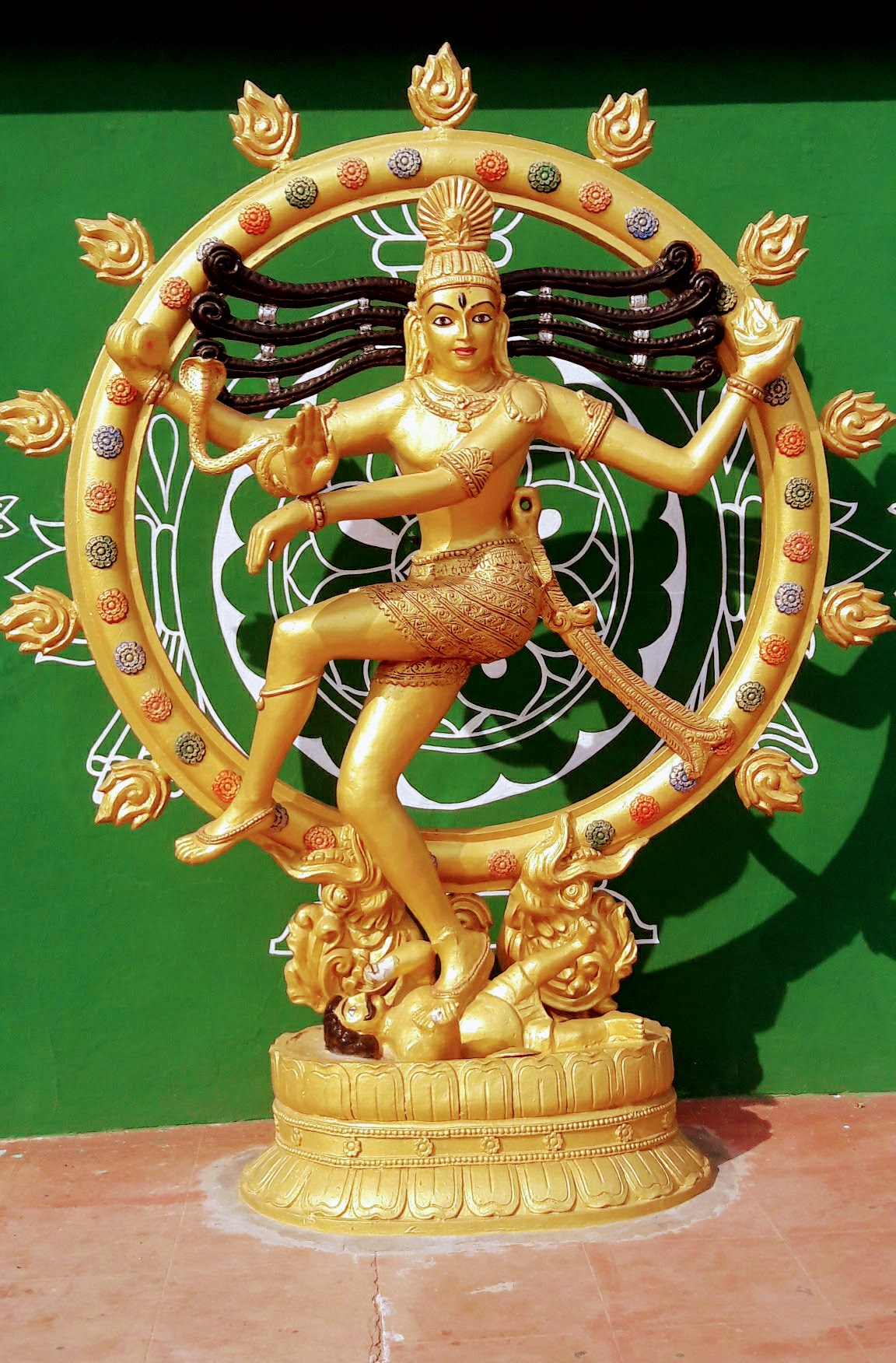
Escultura de la Dansa còsmica de Śiva (Naṭarāja). Representa al déu com el ballarí còsmic que balla per a destruir l'univers. Els ballarins clàssics són devots seus i li resen per la disminució de dimonis.

Hi ha una connexió significativa entre dansa i escultura i dansa i religió a Índia, ja que existeixen una sèrie de divinitats que empren el ball, com Śiva, que són representades practicant-lo. Ara bé, pel que fa al ball dels mortals, la introducció de mudres a la dansa està documentada des del període clàssic de l'art indi, i segons Ragini Devi el llenguatge de gestos a la dansa hindú té origen al Yajur Veda, que inclou les fórmules simbòliques de ritus de sacrificis. Serà als rituals vèdics on es donarà forma gràfica amb les mans a diferents ideografies que representaven els déus i els seus emblemes, el Cel i la terra, els inferns, els cinc elements i el sol i la lluna. En un inici s'empraven per a evocar estats d'ànim espirituals a través de les cerimònies i els rituals. L'hinduisme considera que la dansa creada pels seus déus és una mímica directa dels actes divins, i l'ésser humà els fa romandre amb l'art i la consciència d'una espiritualitat interior. La dansa hindú no és autoexpressiva, sinó que veu la gestualitat com a la seva ànima, que reflexa el ritme de l'esperit, i per aquesta raó es val dels mudres per a representar diferents conceptes.

### Hasta
A la dansa clàssica índia els mudres s'anomenen hasta (hastini en plural) o hasta-mudrā', perquè no els fan servir Buda ni els déus principals, sinó entitats menors o, en el cas de la dansa, éssers humans en un context fora de la predicació.
Normalment els hastini tenen la mateixa posició a tots els tipus de dansa, però es presenten amb noms diferents i es combinen també de forma diferent. Per exemple, el Kathakali és el ball que més combinacions té, les quals, fusionades amb l'ús de l'espai, el cos i l'expressió facial, permeten al ballarí crear vocabularis de fins a 900 paraules i expressar 500 significats si hi afegeix els dits, canells, colzes i espatlles. Aquestes combinacions es divideixen en tres branques, que s'han estès a altres tipus de dansa:
1. Samyukta: es fa servir el mateix mudrā a ambdues mans. N'hi ha 16, alguns exemples són: Kapota (colom), Matsya (peix), Kurma (tortuga) i Karkata (cranc).
2. Asamyukta: només es fa un mudrā i només a una mà. N'hi ha 32, i alguns d'aquests són: Pataka (bandera), Kartari mukha (tisores), Mayura (paó blau), Hamsasya (rostre de cigne), Urna nabha (aranya) o Trisula (trident).[11]
3. Misra: es representen mudres diferents a cada mà.

D'altra banda, dins la classificació de "hasta" entra el hasta-prana, els moviments que donen vida i significat als gestos. El seu significat és literalment "vida de les mans", i no són una representació gràfica com els hasta-mudrā, sinó que especifiquen i precisen les posicions principals de les mans a la dansa. És a dir, no és la col·locació de les mans per a fer una forma, sinó que la posició concreta i el moviment que se'ls dona remeten a un concepte de la natura. Per exemple, aletejar els dits representa els raigs de la lluna o la passió de l'amor; balancejar les mans tot flexionant el canell denota l'orella d'un elefant, el vol d'un ocell i un riu; sacsejar-les és el vol d'una abella, l'enuig, etc. A part dels moviments, hi ha 9 posicions:
- Kuncita: dits corbats cap a dins
- Prerita: dits corbats cap enrere
- Recita: es roten les mans
- Apavestita: el palmell està cap avall
- Udvestita: el palmell està cap a dalt
- Punkhita: dits "trontollant"
- Vyavrtta: els dits giren cap enrere
- Bhujanga: es fan moviments serpentins
- Prasarana: dits relaxats o separats.

Als balls, tant a nritta com nritya i natya, solen utilitzar-se els hastini-mudrā i els hastini-prana més familiars i importants per a la audiència per a què aquesta pugi entendre el relat.  

## Arts marcials japoneses
Els mudres es fan servir a diferents arts marcials perquè aquestes varen ser creades pels samurais, devots de les religions mikkyo ("ensenyaments secrets", és el budisme esotèric japonès) i Shinto. Les disciplines influenciades per aquestes dues religions també ho van ser més endavant pel neo-confucianisme del govern Tokugawa i pel budisme zen, el qual afectà a les arts marcials sobretot al final del període Edo (1600-1868).

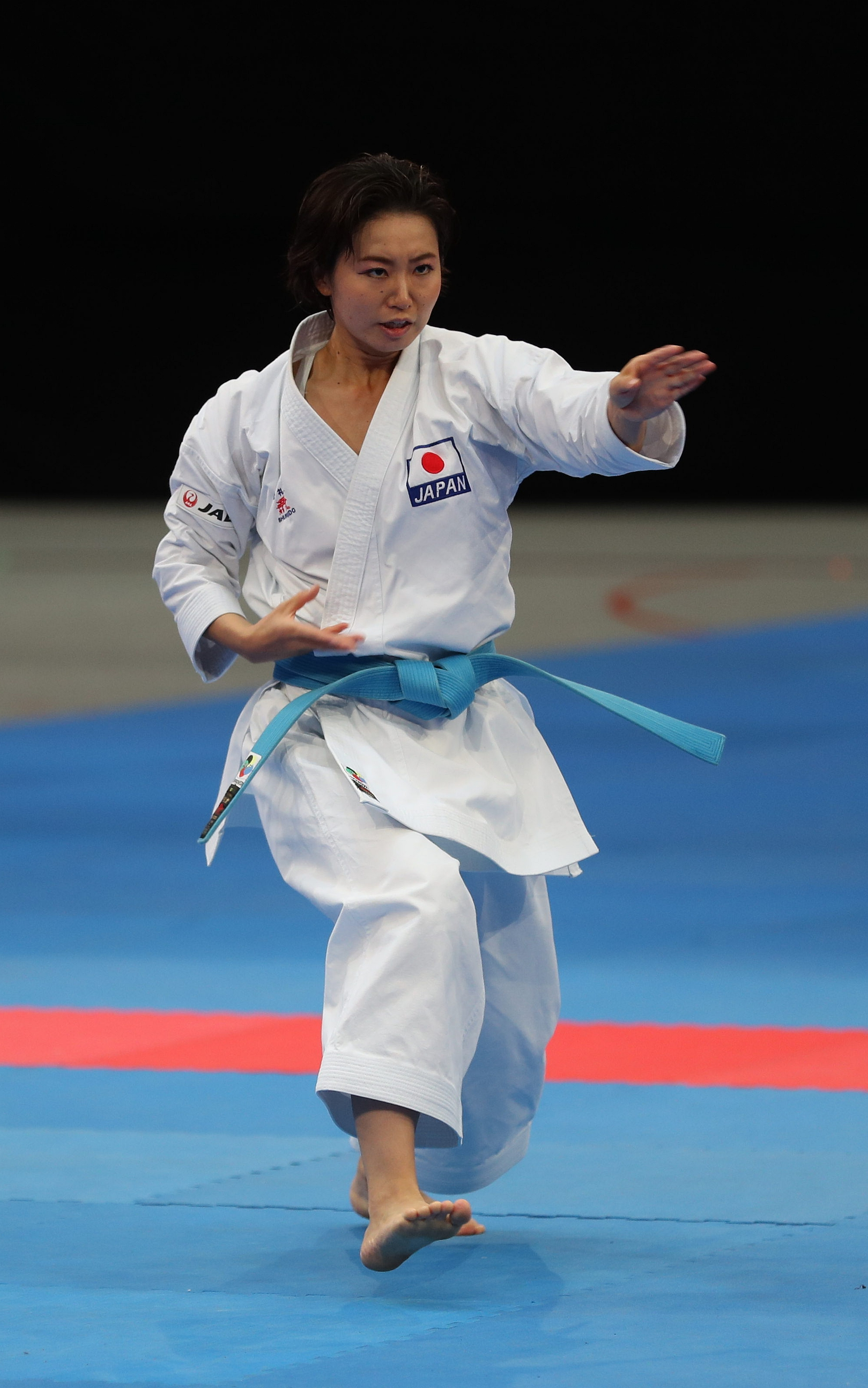
Karateka interpretant un kata a la Karate1 Premier League de Berlín, al 2018.

Els mudres, però, s'han anat debilitant amb el temps. Al budō, és a dir, a les escoles modernes, gairebé ja no hi apareixen, a diferència les escoles antigues (koryū), on són una part essencial de la tècnica. Wayne Muromoto defensa que l'ús dels mudres al koryū explica alguns moviments del kata que semblen innecessaris per a la lluita en si, que no són efectius en la batalla, però és que el significat que aporten als moviments és quelcom màgic i de sentit ritual anterior i posterior al combat. Els mudres segellen la màgia d'una cerimònia i/o càntic, i en les arts marcials l'efecte es creu el mateix. Per exemple, en acabar un enfrontament, els dits s'han de col·locar d'una certa manera quan es torna l'espasa a la seva beina, inscrivint un mudrā per tancar el cicle del combat, protegir-se dels esperits malignes i, finalment, oferir pregàries al contrincant mort. Un guerrer ha de pregar per la il·luminació del seu enemic, ha de ser un bugeisha que si bé lluita amb honor, és altament compassiu. Un altre exemple és el mudrā shuto, que vol dir "mà ganivet" i és el més habitual en el mikkyo, tant en escoles d'arts marcials koryū com a l'escultura budista japonesa. Representa l'espasa de la il·luminació, que talla els enganys.

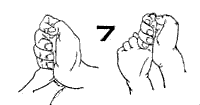
Posició del Kuji Retsu, un dels 9 mudres del kuji no in.

Cal esmentar els mudres kuji no in, els nou signes/segells de la mà, usats en conjunció amb nou paraules de poder que generen força espiritual i que provenen de l'alfabet Siddhaṃ (buji en japonès), en sànscrit. Les nou paraules en qüestió són més aviat crits que fan de mantras secrets del koryū i que, per tant, no es poden utilitzar a la lleugera. Aquests crits s'anomenen kiai, que es tradueix com a "trobar (-ai) l'energia espiritual de l'altre (ki-)". En altres paraules, els kiai serveixen com a atac directe a l'esperit de l'oponent i garanteixen la seva derrota.